# 忽察兒
忽察儿·别乞（12世纪—1204年），乞颜部孛儿只斤氏，12世纪蒙古首领八哩丹的孙子，成吉思汗的二伯父捏坤太师的长子。
捏坤太师死后，忽察儿·别乞继承父位。忽察儿以善射出名，射箭又远、又高、又准。1180年代，他率领部属投附铁木真，1189年与乞颜氏贵族阿勒坛、撒察别乞、泰出等宣誓拥戴铁木真为汗。1201年，铁木真任命忽察儿为先锋，迎战札木合为首的十二部联盟军。1202年春，忽察儿随铁木真出征塔塔儿诸部，与阿勒坛等不遵军令，任意掠夺战利品，铁木真下令没收他们夺取的战利品。于是，忽察儿、阿勒坛等背叛铁木真，投奔王汗。1203年，克烈部王汗被歼灭后，忽察儿等投奔到乃蛮太阳汗。1204年，帮助太阳汗对铁木真作战。乃蛮部被征服后，忽察儿被铁木真擒获处死。